# Автономний округ (Росія)
Російська Федерація складається з 83 суб'єктів, 4 з яких мають статус автономних округів:
| (При натисненні на зображення якого-небудь автономного округу, буде здійснений перехід на відповідну статтю.) |                                           |        |      |             |                         |                 |                                                      |
| № | Суб'єкт Федерація                         | Прапор | Герб | Площа (км²) | Населення 9 жовтня 2002 | Центр           | Адміністративний поділ суб'єкта федерації (докладно) |
| 1 | Ненецький автономний округ                |        |      | 176 700     | 41 000                  | Нар'ян-Мар      | докладніше                                           |
| 2 | Ханти-Мансійський автономний округ — Югра |        |      | 534 800     | 1 538 463               | Ханти-Мансійськ | докладніше                                           |
| 3 | Чукотський автономний округ               |        |      | 737 700     | 54 000                  | Анадир          | докладніше                                           |
| 4 | Ямало-Ненецький автономний округ          |        |      | 750 300     | 507 000                 | Салехард        | докладніше                                           |

## Конституційно-правовий статус автономного округу
Один з шести видів суб'єктів Російської Федерації, сформованих за національно-територіальною ознакою. Статус автономного округу визначається Конституцією РФ, Федеральним договором, статутом автономного округу, а також договорами між Федерацією та суб'єктом або особливим федеральним законом про автономний округ, прийнятим за дорученням його законодавчих і виконавчих органів.
Автономний округ є рівноправним суб'єктом Російської Федерації:
- має власне законодавство (статут та інші нормативно-правові акти);
- має власну територію (не може бути змінена без згоди суб'єкта) та населенням;
- самостійний у вирішенні питань, віднесених до ведення суб'єктів Російської Федерації (в межах повноважень автономного округу);
- самостійно бере участь в міжнародних і зовнішньоекономічних зв'язках, має право укладати угоди як на міжнародному, так і федеральному рівнях.

Автономний округ, при неврегульованості взаємин з краєм або областю, до складу якого він входить, має право укласти з ним відповідну угоду.

## Укрупнення регіонів та скасування автономних округів
Раніше існували також:
- Комі-Перм'яцький округ, який з 1 грудня 2005 року увійшов до складу нового Пермського краю, утвореного в результаті злиття округу з Пермською областю за результатами референдуму, проведеного 7 березня 2003 року;
- Евенкійський автономний округ і Таймирський автономний округ, які були приєднані до Красноярського краю за результатами референдуму 17 квітня 2005 року;
- Коряцький автономний округ, 1 липня 2007 року об'єднався з Камчатською областю в Камчатський край згідно з референдумом від 23 жовтня 2005 року;
- Усть-Ординський Бурятський автономний округ об'єднався з Іркутською областю згідно з референдумом від 16 квітня 2006 року;
- Агінський Бурятський автономний округ об'єднався з Читинською областю у Забайкальський край згідно з референдумом від 11 березня 2007 року.